# Жовтень 2015
Жовтень 2015 — десятий місяць 2015 року, що розпочався у четвер 1 жовтня та закінчиться у суботу 31 жовтня.

## Події
- 31 жовтня
  - Над Синайським півостровом зазнав катастрофи російський авіалайнер Airbus A321 з 224 людьми на борту.[1]
- 28 жовтня
  - Навколо комети Чурюмова-Герасименко космічним апаратом Розетта знайдено кисень[2]
  - Бидх'я Бхандарі обрана президентом Непалу[3]
- 27 жовтня
  - FDA дозволило використовувати для лікування пацієнтів з неоперабельною меланомою перший медпрепарат з використанням вірусів[en], створених за допомогою генної інженерії[4].
- 26 жовтня
  - Більше 150 людей загинуло в результаті землетрусу силою 7,5 балів у гірському районі Гіндукуш (26 жовтня)[5]
  - Трансаеро, друга за величиною авіакомпанія Росії припинила польоти[6]
- 25 жовтня
  - Льюїс Гамільтон став чемпіоном світу з автогонок у класі Формула-1, Mercedes здобув Кубок конструкторів
  - Припинено авіасполучення між Україною та Росією
- 24 жовтня
  - Патрісія, найсильніший ураган в історії Західної півкулі, дістався берегу Мексики
- 23 жовтня
  - Помер Роман Лубківський, український письменник, дипломат і громадський діяч[7]
  - Автокатастрофа в Пюїссегіні (Франція), в результаті якої загинули 43 особи і поранено 8.
- 21 жовтня
  - За допомогою методів порівняння мікросателітів та мітохондріальної ДНК вдалося знайти новий вид гігантських черепах, що живуть на острові Санта-Круз[8]
  - Башар Асад у Москві провів переговори з Путіним[9]
- 19 жовтня
  - Ізотопний склад вуглецю, знайдений в графіті у кристалах циркону, може вказувати на наявність біологічної активності на Землі 4,1 мільярдів років тому. До цього, найдавніші ознаки життя на планеті були датовані 3,5-3,8 млрд років тому[10].
- 18 жовтня
  - Через тропічний тайфун Коппу на Філіппінах двоє людей загинуло, а 63 тисячі мешканців покинули будинки[11].
- 16 жовтня
  - Міністерство внутрішніх справ США скасувало два потенційних контракти про заплановані на наступні роки Арктичні морські нафтові свердловини та заявило, що не буде продовжувати дійсні контракти[12]
- 15 жовтня
  - Україну, Японію, Єгипет, Сенегал та Уругвай обрано непостійними членами Ради Безпеки ООН на 2016—2017 роки[13]
- 14 жовтня
  - Скам'янілі знахідки вказують на те, що сучасна людина з'явилася на території Азії 80000 років тому, що суперечить теорії появи сучасної людини на території Африки 60000 років тому[14][15]
- 13 жовтня
  - Оприлюднений звіт міжнародної слідчої групи щодо збиття малайзійського Боїнга рейсу MH17[16]
- 10 жовтня
  - Під час антивоєнного мітингу в Анкарі (Туреччина) стався терористичний акт, загиблими вважається 86 людей, більше сотні отримали поранення[17]
- 9 жовтня
  - Нобелівську премію миру за внесок у розвиток демократії отримав Квартет національного діалогу Тунісу[18]
- 8 жовтня
  - Нобелівським лауреатом з літератури стала білоруська письменниця українського походження Світлана Алексієвич[19]
- 7 жовтня
  - Нобелівськими лауреатами з хімії стали Томас Ліндаль, Пол Модрич і Азіз Санджар за дослідження механізму відновлення ДНК[20]
- 6 жовтня
  - Нобелівськими лауреатами з фізики стали Артур Макдональд і Каджита Такаакі за експериментальне відкриття нейтринних коливань[21]
- 5 жовтня
  - США, Японія, Нова Зеландія, В'єтнам, Канада, Австралія, Малайзія, Перу, Бруней, Сінгапур, Чилі та Мексика досягли угоди за договором про Транстихоокеанське партнерство[22]
- 3 жовтня
  - Український боксер Віктор Постол став чемпіоном світу за версією WBC, нокаутувавши в 10 раунді аргентинця Лукаса Матіссе.[23]
  - Щонайменше 16 мирних мешканців загинули в результаті бомбардування поблизу афганського міста Кундуз тим часом біля міста і в самому місті тривають бої між ЗС Афганістану і талібами
- 2 жовтня
  - Відбулася зустріч «нормандської четвірки» (канцлер Німеччини Ангела Меркель, президент України Петро Порошенко, президент Франції Франсуа Олланд, президент Росії Володимир Путін) у Парижі[24]